# گرهارد ریشتر
گرهارت ریشتر (آلمانی: Gerhard Richter؛ ‏ تلفظ آلمانی: [ˈɡeːɐ̯haʁt]؛ ‏ زاده ۹ فوریهٔ ۱۹۳۲) که در ایران با نام گرهارد ریشتر شناخته می‌شود، هنرمند اهل آلمان است. او به طور گسترده‌ای به عنوان یکی از مهم‌ترین هنرمندان معاصر آلمان شناخته می‌شود و چندین اثر او در حراجی‌ها رکوردهای قیمتی را ثبت کرده‌اند.

## دوران کودکی و تحصیلات
ریشتر در بیمارستان درسدن-نوستاد در درسدن، زاکسن متولد شد و در رایشناو، سیلسیای سفلی (اکنون بوگاتینیا) و والترسدورف (زیتاوئر گبیرژ)، در ووژیتسای علیا بزرگ شد. حومه، جایی که پدرش به عنوان معلم روستا کار می‌کرد. مادر گرهارد، هیلدگارد شونفلدر، او را در ۲۵ سالگی به دنیا آورد. پدر هیلدگارد، ارنست آلفرد شونفلدر، در یک زمان یک پیانیست با استعداد محسوب می‌شد. ارنست پس از اشتغال به کار خانواده کار تولید آبجو، خانواده را به درسدن منتقل کرد و سرانجام ورشکست شد. هیلدگارد هنگامی که در درسدن حضور داشت، به عنوان یک کتابفروش آموزش دید و با این کار علاقه وافر به ادبیات و موسیقی را درک کرد. پدر گرهارد، هورست ریشتر، دانشجوی ریاضیات و فیزیک در Technische Hochschule در درسدن بود. این دو در سال ۱۹۳۱ ازدواج کردند.
ریشتر از سال ۱۹۵۷ تا ۱۹۶۱ به عنوان یک کارآموز اصلی در آکادمی کار می‌کرد و کمیسیون‌هایی را برای ایالت آلمان شرقی آن زمان می‌گرفت. در این مدت، او به شدت بر روی نقاشی‌های دیواری مانند Arbeiterkampf (مبارزه کارگران)، بر روی نقاشی‌های رنگ روغن (به عنوان مثال پرتره‌های بازیگر زن شرقی آلمان آنجلیکا دومروسه و همسر اول ریشتر Ema)، در انواع مختلف پرتره و در یک منظره از درسدن با نام خنثی Stadtbild (Townscape، ۱۹۵۶).
ریشتر به همراه همسرش ماریان، دو ماه قبل از ساخت دیوار برلین در سال ۱۹۶۱ از شرق به آلمان غربی فرار کرد و سپس به دلایل ایدئولوژیک هر دو نقاشی دیواری او در آکادمی هنر و موزه بهداشت رنگ آمیزی شد. خیلی دیرتر، پس از اتحاد مجدد آلمان، دو «پنجره» از نقاشی دیواری شادی زندگی (۱۹۵۶) در پلکان موزه بهداشت آلمان کشف شد، اما بعداً وقتی تصمیم به بازگرداندن موزه به اصل خود گرفت، اینها پوشانده شدند. ایالت ۱۹۳۰
در غرب آلمان ریشتر شروع به مطالعه در Kunstakademie دوسلدورف تحت کارل اوتو گوتز همراه با سیگمار پولک، ورنر Hilsing, HA شولت ، [۹] کنو Gonschior، هانس ارهارد والتر، کنراد Lueg و گوتارد Graubner . [10] [11] با Polke و کنراد فیشر  [د] (نام مستعار Lueg) او را معرفی مدت Kapitalistischer Realismus (سرمایه‌داری رئالیسم) [۱۲] [۱۳] به عنوان ضد سبک هنر، تصاحب مختصر تصویری از تبلیغات. این عنوان همچنین به سبک هنری رئالیستی معروف به عنوان اشاره داشترئالیسم سوسیالیستی، سپس دکترین هنری رسمی اتحاد جماهیر شوروی، اما همچنین در مورد دکترین هنر مشتری محور سرمایه‌داری غربی اظهار نظر کرد.
ریشتر در Hochschule für bildende Künste Hamburg و کالج هنر و طراحی نوا اسکوشیا به عنوان استاد مدعو تدریس می‌کرد. وی در سال ۱۹۷۱ به کونستاکادمی دوسلدورف بازگشت، و بیش از ۱۵ سال در آنجا به عنوان استاد کار کرد.
در سال ۱۹۸۳، ریشتر از دوسلدورف به کلن اقامت گزید، جایی که امروز نیز در آنجا زندگی می‌کند و کار می‌کند. [۱۴] در سال ۱۹۹۶، او به استودیویی طراحی شد که توسط معمار Thiess Marwede طراحی شده بود. [۱۵] با تخمین ثروت ۷۰۰ میلیون یورویی، ریشتر در نشریه کسب و کار ماهانه مدیر Magazin در سال ۲۰۱۷ در رتبه ۲۲۰ از ۱۰۰۱ فرد ثروتمند و خانواده در آلمان قرار گرفت. [۱۶]
کردند. [۲]
هورست پس از تلاش برای حفظ موقعیت در سیستم جدید آموزش سوسیالیست ملی گرایانه، موقعیتی را در رایشنا یافت. خواهر کوچک گرهارد، جیزلا، در سال ۱۹۳۶ در آنجا متولد شد. هورست و هیلدگارد به دلیل واقع شدن ریچناو در حومه شهر، در درجه اول غیرسیاسی بودند. [۳] هورست، به عنوان یک معلم، سرانجام مجبور شد به حزب سوسیالیست ملی بپیوندد. او هرگز طرفدار پرشور نازیسم نبود و مجبور به شرکت در میتینگ‌های حزب نبود. [۳] در سال ۱۹۴۲، گرهارد به عضویت Deutsches Jungvolk درآمد، اما با پایان جنگ او هنوز خیلی جوان بود و نمی‌توانست عضو رسمی جوانان هیتلر باشد. [۴]در سال ۱۹۴۳، هیلدگارد خانواده را به والترسدورف منتقل کرد و بعداً مجبور شد پیانوی خود را بفروشد. [۵] دو برادر هیلدگارد به عنوان سرباز در جنگ و یک خواهر که اسکیزوفرنیک بود، در برنامه اتانازی نازی از گرسنگی کشته شدند . [۶]
ریشتر پس از کلاس 10th مدرسه را ترک کرد و قبل از تحصیل در آکادمی هنرهای زیبا درسدن، به عنوان یک نقاش تبلیغاتی و صحنه سازی شاگردی کرد. در سال ۱۹۴۸، دبیرستان حرفه ای را در زیتاو به پایان رساند، و بین سالهای ۱۹۴۹ و ۱۹۵۱، به‌طور پی در پی به عنوان شاگرد با یک نقاش علامت و به عنوان یک نقاش کار کرد. [۷] در سال ۱۹۵۰، درخواست وی برای تحصیل در آکادمی هنرهای زیبا درسدن به دلیل «بیش از حد بورژوازی» رد شد. [۷] او در نهایت تحصیلات خود را در آکادمی در سال ۱۹۵۱. معلم او آغاز شد وجود دارد کارل فون، اپن، هاینز لمار  [د] و اراده گروهمان.

### روابط
ریشتر در سال ۱۹۵۷ با ماریان اوفینگر ازدواج کرد. او دختر اول خود را به دنیا آورد. وی در سال ۱۹۸۲ با همسر دوم خود، عیسی گنزکن مجسمه‌ساز ازدواج کرد. ریچر پس از ازدواج در سال ۱۹۹۵ با همسر سوم خود سابین موریتز صاحب دو پسر و یک دختر شد.

### در آغاز کار
در روزهای اولیه کار خود، او یک نقاشی دیواری (ارتباط با پیکاسو، ۱۹۵۵) را برای سفره خانه آکادمی هنر خود به عنوان بخشی از BA خود تهیه کرد نقاشی دیواری دیگری با عنوان Lebensfreude (شادی زندگی) که در موزه بهداشت آلمان برای او دنبال شد دیپلم. هدف آن تولید جلوه ای «مشابه جلوه کاغذ دیواری یا ملیله» بود. [۸]
ریشتر از سال ۱۹۵۷ تا ۱۹۶۱ به عنوان یک کارآموز اصلی در آکادمی کار می‌کرد و کمیسیون‌هایی را برای ایالت آلمان شرقی آن زمان می‌گرفت. در این مدت، او به شدت بر روی نقاشی‌های دیواری مانند Arbeiterkampf (مبارزه کارگران)، بر روی نقاشی‌های رنگ روغن (به عنوان مثال پرتره‌های بازیگر زن شرقی آلمان آنجلیکا دومروسه و همسر اول ریشتر Ema)، در انواع مختلف پرتره و در یک منظره از درسدن با نام خنثی Stadtbild (Townscape، ۱۹۵۶).
ریشتر به همراه همسرش ماریان، دو ماه قبل از ساخت دیوار برلین در سال ۱۹۶۱ از شرق به آلمان غربی فرار کرد و سپس به دلایل ایدئولوژیک هر دو نقاشی دیواری او در آکادمی هنر و موزه بهداشت رنگ آمیزی شد. خیلی دیرتر، پس از اتحاد مجدد آلمان، دو «پنجره» از نقاشی دیواری شادی زندگی (۱۹۵۶) در پلکان موزه بهداشت آلمان کشف شد، اما بعداً وقتی تصمیم به بازگرداندن موزه به اصل خود گرفت، اینها پوشانده شدند. ایالت ۱۹۳۰
در غرب آلمان ریشتر شروع به مطالعه در Kunstakademie دوسلدورف تحت کارل اوتو گوتز همراه با سیگمار پولک، ورنر Hilsing, HA شولت ، [۹] کنو Gonschior، هانس ارهارد والتر، کنراد Lueg و گوتارد Graubner . [10] [11] با Polke و کنراد فیشر  [د] (نام مستعار Lueg) او را معرفی مدت Kapitalistischer Realismus (سرمایه‌داری رئالیسم) [۱۲] [۱۳] به عنوان ضد سبک هنر، تصاحب مختصر تصویری از تبلیغات. این عنوان همچنین به سبک هنری رئالیستی معروف به عنوان اشاره داشترئالیسم سوسیالیستی، سپس دکترین هنری رسمی اتحاد جماهیر شوروی، اما همچنین در مورد دکترین هنر مشتری محور سرمایه‌داری غربی اظهار نظر کرد.
ریشتر در Hochschule für bildende Künste Hamburg و کالج هنر و طراحی نوا اسکوشیا به عنوان استاد مدعو تدریس می‌کرد. وی در سال ۱۹۷۱ به کونستاکادمی دوسلدورف بازگشت، و بیش از ۱۵ سال در آنجا به عنوان استاد کار کرد.
در سال ۱۹۸۳، ریشتر از دوسلدورف به کلن اقامت گزید، جایی که امروز نیز در آنجا زندگی می‌کند و کار می‌کند. [۱۴] در سال ۱۹۹۶، او به استودیویی طراحی شد که توسط معمار Thiess Marwede طراحی شده بود. [۱۵] با تخمین ثروت ۷۰۰ میلیون یورویی، ریشتر در نشریه کسب و کار ماهانه مدیر Magazin در سال ۲۰۱۷ در رتبه ۲۲۰ از ۱۰۰۱ فرد ثروتمند و خانواده در آلمان قرار گرفت. [۱۶]

### هنر
تقریباً همه کارهای ریشتر هم فضای توهم گرایانه ای را که طبیعی به نظر می‌رسد و هم فعالیت بدنی و مواد نقاشی را به عنوان تداخل متقابل نشان می‌دهد. از نظر ریشتر، واقعیت ترکیبی از تلاشهای جدید برای درک - بازنمایی است. در مورد او، برای نقاشی - جهان اطراف ما. نظرات و دیدگاه‌های ریشتر در مورد هنر خود و بازار بزرگ هنری و جنبش‌های مختلف هنری، در یک تقویم «نوشتن» و مصاحبه‌ها تنظیم شده‌است. نقل قول‌های زیر گزیده‌ای از مجموعه است: [۱۷]
«من سورئالیست هستم.» [۱۸]
«تنها نگرانی من هدف است. در غیر این صورت در انتخاب سوژه‌ها اینقدر دردسر نمی‌کشم، در غیر این صورت اصلاً نقاشی نمی‌کشیدم.» [۱۹]
«نگرانی من هرگز هنر نیست، بلکه همیشه از آنچه هنر می‌توان استفاده کرد». [۲۰]

### نقاشی‌ها و عکس
ریشتر در طی دهه ۱۹۶۰ و اوایل دهه ۱۹۷۰ تصاویر مختلف نقاشی را از عکس‌های سیاه و سفید ایجاد کرد و آنها را بر اساس منابع مختلفی قرار داد: روزنامه‌ها و کتاب‌ها، که بعضی اوقات حاوی زیرنویس‌های آنها بود (مانند هلگا ماتورا (۱۹۶۶)). عکسهای خصوصی؛ مناظر هوایی از شهرها و کوه‌ها، (Cityscape Madrid (1968) و Alps (1968))؛ دریاهای دریایی (۱۹۶۹–۷۰)؛ و یک کار بزرگ چند بخشی برای غرفه آلمان در دوسالانه ونیز ۱۹۷۲ ساخته شده‌است. وی برای چهل و هشت پرتره (۷۲–۱۹۷۱) عمدتاً چهره آهنگسازانی چون گوستاو مالر و ژان سیبلیوس و نویسندگانی مانند اچ جی ولز و فرانتس کافکا را انتخاب کرد . [۲۱]
از "نوشته هاً وی، موارد زیر به نقل قول‌های مربوط به عکاسی، رابطه آن با نقاشی و "تاری" اشاره دارد:
"عکس کاملترین عکس است. تغییری نمی‌کند؛ مطلق است، بنابراین خودمختار است، بدون قید و شرط، فاقد سبک است. هم از طریق روش اطلاع رسانی و هم از طریق آنچه از آن خبر می‌دهد، منبع من است." [۲۲]
"من نمی‌خواهم از یک عکس تقلید کنم، بلکه سعی در ساختن آن دارم. و اگر این فرض را که عکس یک قطعه کاغذ در معرض نور است را نادیده بگیرم، در حال تمرین عکاسی از طریق دیگر هستم." [۲۳]
"من تار ایجاد نمی‌کنم. تاری مهمترین چیز نیست؛ و نه یک برچسب هویت برای تصاویر من است. هنگامی که من مرزبندی‌ها را حل می‌کنم و انتقال ایجاد می‌کنم، این به منظور تخریب نمایش یا هنری تر کردن آن نیست. یا انتقال دقیق تر ، انتقال روان، سطح یکنواخت صاف، محتوا را روشن می‌کند و نمایش را معتبر می‌کند (بن بست "alla prima" بیش از حد یادآور نقاشی است و توهم را از بین می‌برد). [۱۸]
"من همه چیز را تاری می‌کنم تا همه چیز به همان اندازه مهم و به همان اندازه مهم نباشد. همه چیز را تار می‌کنم تا به نظر هنری، کاردستی، فنی، صاف و عالی به نظر نرسد. همه چیز را محو می‌کنم تا همه قسمت‌ها به هم نزدیک شوند. شاید همچنین بیش از اطلاعات غیر مهم " [۱۸]
بسیاری از این نقاشی‌ها در یک پروسه نمایش چند مرحله ای ساخته شده‌اند. او با عکسی که خودش پیدا کرده یا گرفته‌است شروع می‌کند و آن را روی بوم خود می‌افکند، جایی که آن را برای شکل دقیق ردیابی می‌کند. او با گرفتن پالت رنگی خود از عکس، نقاشی می‌کند تا ظاهر تصویر اصلی را تکرار کند. مشخصه اصلی "تاری" او گاهی با لمس سبک برس نرم، گاهی لکه سخت توسط کشش تیز با استفاده از ناخن به دست می‌آید.
از حدود سال ۱۹۶۴، ریشتر تعدادی پرتره از فروشندگان، مجموعه داران، هنرمندان و سایر افراد مرتبط با محافل حرفه ای نزدیک خود تهیه کرد. دو پرتره ریشتر از بتی، دخترش، به ترتیب در سال ۱۹۷۷ و ۱۹۸۸ ساخته شده‌است. سه پرتره با عنوان IG در سال ۱۹۹۳ ساخته شده و همسر دوم این هنرمند، عیسی گنزکن را به تصویر می‌کشد. Lesende (1994) سابین موریتس را به تصویر می‌کشد، که ریشتر در سال ۱۹۹۵ با او ازدواج کرد، در صفحات یک مجله جذاب است. [۲۴] بسیاری از نقاشی‌های رئالیستی او منعکس کننده تاریخ ناسیونال سوسیالیسم است، و نقاشی‌هایی را از اعضای خانواده ای که عضو آن بوده‌اند و همچنین قربانیان حزب نازی بودند، ایجاد می‌کند. [۲۵]ریشتر از سال ۱۹۶۶، و همچنین عکسی که دیگران به وی داده بودند، شروع به استفاده از عکس‌هایی که برای پرتره‌ها گرفته بود، کرد. [۲۴] در سال ۱۹۷۵، به مناسبت نمایش در دوسلدورف، گیلبرت و جورج به ریشتر سفارش دادند تا تصویری از آنها بسازد. [۲۶]
ریشتر از سال ۱۹۶۵ شروع به چاپ کرد. وی بیشتر از قبل از سال ۱۹۷۴ فعالیت داشت و از آن زمان فقط پروژه‌های پراکنده‌ای را به پایان رساند. در دوره ۱۹۶۵–۱۹۷۴، ریشتر بیشتر چاپهای خود (بیش از ۱۰۰ مورد) را از همان موضوعات مشابه یا مشابه در نقاشی‌های خود انجام داد. [۲۷] - او انواع فرایندهای عکاسی گرافیک را بررسی کرده‌است SCREENPRINT، لیتوگرافی نوری و collotype - در جستجوی رسانه‌های ارزان قیمت است که یک "غیر هنری" ظاهر به کار خود را به من قرض بدهید. [۲۸] [۲۹] وی در سال ۱۹۷۴ کار در رسانه‌های چاپی را متوقف کرد و از روی عکس‌هایی که خودش گرفت نقاشی را آغاز کرد. [۲۷]
در حالی که عناصر نقاشی چشم‌انداز در ابتدا در کار ریشتر در اوایل کار خود را در سال ۱۹۶۳ ظاهر شد، هنرمند سری مستقل خود را از مناظر در سال ۱۹۶۸ پس از اولین تعطیلات خود را آغاز کرد، یک سفر تفریحی که فرود آمد او را با زمین از besotted جزیره کورس . [۳۰] از آن زمان مناظر به عنوان یک گروه کاری مستقل در فعالیت‌های وی پدیدار شد. [۳۱] به گفته دیتمار الگر، مناظر ریشتر در چارچوب سنتی نقاشی رمانتیک آلمان درک می‌شود. آنها را با کار Caspar David Friedrich (1774–1840) مقایسه می‌کنند. فردریش نقاشی منظر آلمانی از پایه است. هر هنرمندی سالهای ابتدایی زندگی خود را در درسدن گذراند . [32] Große Teyde-Landschaft(1971) تصاویر خود را از عکسهای مشابه تعطیلات از مناطق آتشفشانی تنریف گرفته‌است . [۳۳]
اطلس برای اولین بار در سال ۱۹۷۲ با عنوان Atlas der Fotos und Skizzen در موزه Hedendaagse Kunst در اوترخت به نمایش درآمد، شامل ۳۱۵ قسمت بود. این کار به گسترش خود ادامه داده و بعداً به صورت کامل در لنباخهاوس در مونیخ در سال ۱۹۸۹، موزه لودویگ در کلن در سال ۱۹۹۰ و در بنیاد هنر دیا در نیویورک در سال ۱۹۹۵ به نمایش گذاشته شد. اطلس به عنوان یک کار دائرlopالمعارف در حال انجام است تقریباً ۴۰۰۰ عکس، بازتولید یا جزئیات برش خورده عکس‌ها و تصاویر، که تقریباً در ۶۰۰ صفحه جداگانه با هم گروه شده‌اند. [۳۴]
در سال ۱۹۷۲، ریشتر یک سفر ده روزه به گرینلند آغاز کرد، دوستش هان داربوون قرار بود او را همراهی کند، اما در عوض او تنها سفر کرد. قصد او تجربه و ثبت منظره متروک قطب شمال بود. در سال ۱۹۷۶، چهار نقاشی بزرگ، هر یک با عنوان Seascape از عکسهای گرینلند بیرون آمد. [۳۵]
در سال ۱۹۸۲ و ۱۹۸۳، ریشتر مجموعه ای از نقاشی‌های شمع و جمجمه را ساخت که مربوط به یک سنت دیرینه در نقاشی یادگار یادبود است. هر ترکیب معمولاً بر اساس عکسی است که ریشتر در استودیوی خودش گرفته‌است. این هنرمند با تأثیر از نقاشان استاد قدیمی وانیتاس مانند ژرژ دو لا تور و فرانسیسکو دو زورباران، شروع به آزمایش چیدمان شمع‌ها و جمجمه‌ها کرد که در درجات مختلف نور طبیعی قرار داشتند و در بالای میزهای غیر بایر نشسته بودند. نقاشی‌های شمع با اولین نقاشی‌های انتزاعی او در مقیاس بزرگ همزمان شده‌است، و نشان دهنده آنتی تز کامل با آن آثار گسترده، رنگارنگ و بی‌معنی بازی است. ریشتر فقط ۲۷ مورد از این حیوانات مرده را ساخته‌است.[۳۶] در سال ۱۹۹۵، این هنرمند پنجاهمین سالگرد بمباران متحدین در شهر خود در درسدن را در طول جنگ جهانی دوم جشن گرفت. شمع انفرادی وی در مقیاس باستانی تکثیر و مشرف به رودخانه البه به عنوان نمادی از جوان سازی قرار گرفت. [۳۷]
وی در مجموعه ای متشکل از ۱۵ نقاشی عکس مبهم با عنوان ۱۸ اکتبر ۱۹۷۷ در سال ۱۹۸۸، چهار نفر از اعضای جناح ارتش سرخ (RAF)، یک سازمان مبارز چپ‌گرای آلمان را به تصویر کشید. این نقاشی‌ها از عکس‌های سیاه و سفید روزنامه و پلیس ایجاد شده‌است. سه عضو RAF در ۱۸ اکتبر ۱۹۷۷ در سلولهای زندان خود پیدا شدند و علت مرگ آنها کانون اختلافات گسترده بود. [۳۸] در اواخر 1980s، ریشتر به تصاویر جمع‌آوری از گروه که او به عنوان پایه ای برای ۱۵ نقاشی به نمایش گذاشته برای اولین بار در کرفلد در سال ۱۹۸۹. نقاشی استفاده را آغاز کرده بود در یک تصویر رسمی بودند اولریکه ماینهوف در طول او سالها به عنوان یک روزنامه‌نگار رادیکال بر روی عکسهای دستگیری هولگر ماین؛ در عکسهای پلیس گودرون انسلین در زندان؛ در قفسه‌های کتاب آندریاس باادر و بازیکن ضبط اسلحه خود را مخفی کنید. در مورد چهره‌های مرده مینهوف، انسلین و باادر؛ و در مراسم تشییع جنازه انسلین، باادر و جان کارل راسپه.
از سال ۱۹۸۹، ریشتر با کشیدن رنگ مرطوب روی عکس‌ها روی ایجاد تصاویر جدید کار کرده‌است. این عکس‌ها، که همه توسط خود ریشتر گرفته نشده‌اند، بیشتر عکس‌هایی از زندگی روزمره است: تعطیلات خانوادگی، تصاویر دوستان، کوه‌ها، ساختمان‌ها و خیابان‌ها.
ریشتر در ۱۱ سپتامبر ۲۰۰۱ به نیویورک پرواز می‌کرد، اما به دلیل حملات ۱۱ سپتامبر، از جمله به مرکز تجارت جهانی، هواپیمای او به هالیفاکس، نوا اسکوشیا هدایت شد. چند سال بعد، او یک نقاشی کوچک به‌طور خاص در مورد سقوط هواپیماها به مرکز تجارت جهانی ساخت . [۳۹] در سپتامبر: یک نقاشی تاریخچه توسط گرهارد ریشتر، رابرت استور نقاشی ریشتر را در سپتامبر ۲۰۰۵ قرار می دهددر یک مارک تفکر ضد ایدئولوژیک است که او در طول کار ریشتر می‌یابد. وی در نظر می‌گیرد که چگونه مستندات عکاسی همه جا درگیر حملات ۱۱ سپتامبر بر منحصر به فرد بودن یادآوری متمایز شخص از وقایع تأثیر می‌گذارد و مقایسه ای ارزشمند با چرخه ۱۸ اکتبر ۱۹۷۷ ریشتر ارائه می‌دهد . [۴۰]
در دهه ۲۰۰۰، ریشتر تعدادی اثر ساخت که به پدیده‌های علمی می‌پرداخت. در سال ۲۰۰۳، او چندین نقاشی با همین عنوان تولید کرد: سیلیکات. این قطعات بزرگ روی بوم، ردیف‌هایی مشبک از حباب‌های خاکستری روشن و تیره را نشان می‌دهد که اشکال آنها در حالی که از روی قاب عبور می‌کنند شبه تکرار می‌شود و زاویه آنها از نقاشی تا نقاشی تغییر می‌کند. آنها عکسی را که در Frankfurter Allgemeine Zeitung منتشر شده‌است، از شبیه‌سازی انعکاسات حاصل از دی‌اکسید سیلیسیم موجود در پوسته حشرات، ساخته شده توسط کامپیوتر، به تصویر می‌کشند. [۴۱]

### کار انتزاعی
دایره کامل از جدول اولیه خود (۱۹۶۲) که در آن او تصویر واقع گرایانه خود را با چرخش‌های نامطبوع رنگ خاکستری لغو کرد،

### گرهارد ریشتر
با استعداد و باهوش اما ناآرام و خودسر بود. او هیچ‌گاه از نمادهای رئالیسم اجتماعی دست نکشید و تجربه‌هایش همواره نفوذ پرقدرتی بر رشد هنر غربی گذاشت.
این که چگونه نقاشی می‌کند، مهمتر از آن است که چه چیز نقاشی می‌کند. ریشتر در درسدن به دنیا آمده و یکی از نقاشان برجسته و معروف در هنر معاصر آلمان است. آثار او در موزه‌ها که در معرض نمایش گذاشته می‌شود، بالاترین قیمتها را به خود اختصاص می‌دهد. تا به امروز او هر سال جایزه ای دریافت کرده‌است.
در سال ۱۹۹۷ میلادی برنده جایزه بین‌المللی هیئت داوران و نیس بینال شد و در همان سال موفق به دریافت جایزه بزرگ ژاپنی «جایزه امپراتوری» شد. کمتر هنرمندی می‌توان یافت که مثل ریشتر بتدریج سبک هنری اش را تغییر داده باشد و در عین حال مصمم و وفادار به ژانر نقاشی اش باشد. در حالی که دیگران دست از نقاشی می‌کشند و ابزارهای فناوری را جایگزین آن می‌کنند ریشتر همچنان کار بر پرده نقاشی را ادامه می‌دهد، البته هیچ چیز در هنر بدیهی نیست و ریشتر نیز خود این را می‌داند. کسی مثل او و با مهارت خاص به مسئله حقیقت نپرداخته‌است. آثارش همواره نقاشی‌هایی دربارهٔ نقاشی، تفسیرهایی از کار با قلم مو و پرده نقاشی و کشفیاتی از اساس و پایه هنر است موضوعات او عمل خود نقاشی، الهامات مربوط به آن، آرزوی رسیدن به حقیقت و بازنمایی‌های واقعی است همچنین رنگ و شیوه‌های مختلف استفاده از آن، نقطه کانونی آثار وی است. سوژه‌هایش بیشتر تصادفی است، بخصوص در دهه۶۰ هنگامی که با هنر پاپ کار می‌کرد. بدیهی است که مسئله مهم برای او، این نیست که کدام سوژه را کار کند، بلکه چگونگی کار برای او حایز اهمیت است بنا به عقیده خود وی، نقاشی‌های او فاقد وضوح هستند هر اثر او همچون پوششی است که بر روی چیزی کشیده می‌شود. ابژه ای که ناتوان از دانش مشخص و واضح از دنیای بیرونی یا دنیای درون هنرمند است با این توصیف، پرسشهای ریشتر حاوی دو مدعای سنتی است که مدت زیادی است به چالش کشیده نشده‌اند: اول آن که، نقاشی‌های وی چیزها را آن طور که هست، ترسیم می‌کنند و دیگر آن که آثار هنری بینش روان و درون اشخاص را به خودشان می‌شناساند.
ریشتر همواره به این دو اصل پایبند و وفادار است او حتی نشان می‌دهد که هنر «واقعگرا» فقط قسمتی از واقعیت را نشان می‌دهد و حتی ممکن است واقعیت را تحریف کند. گرهارد ریشتر همچنین تأکید می‌کند که اکسپرسیونیسم تجردی بیشتر حاصل دوراندیشی و پدیده‌های عینی همچون رنگ و زمینه تصویری است تا تخلیه هرگونه انرژی روانی ریشتر که بعد از سقوط دیوار برلین در این شهر سکونت کرد، آثارش به خاطر تناقض سبک، مورد انتقاد بسیاری از منتقدان نقاشی قرار گرفت.
زندگی هر هنرمند یک ادیسه است و زندگی «گرهارد ریشتر» بیش از یک ادیسه.
«ریشتر» با استعداد و باهوش اما ناآرام و خودسر بود. او هیچ‌گاه از نمادهای رئالیسم اجتماعی دست نکشید و تجربه‌هایش همواره نفوذ پرقدرتی بر رشد هنر غربی گذاشت.
در کنار دوست و طرفدار بازیگوشش، «زیگمار پُلکه» (متولد ۱۹۲۴)، وی جنبش شخصی خودش، رئالیسم کاپیتالیستی (Realism Capitalist) را تأسیس کرد؛ جنبشی که بر آفت جنگ سرد می‌تازید. این اولین و تنها جنبشی است که «ریشتر» به درستی در آن جا می‌گیرد. پس از آن او را می‌توان در سبک‌های دیگری دید که هیچ‌گاه عنوانی شایستهٔ استعداد و هنر پرفروغ «گرهارد ریشتر» نیستند. در بین آثار متنوع او عکس‌های ناواضح و مات، در حیطهٔ فوتورئالیسم، و آثار متاخرش در حیطهٔ نئواکسپرسیونیسم را نیز می‌توان مشاهده کرد. مشخصا آثار «ریشتر» امروز در این دو مکتب جای می‌گیرند.
گرهارد ریشتر، هنرمندی که 'هیچ هدف خاصی ندارد'
علی امینی نجفی
منتقد هنری
۷ آذر ۱۳۹۰–۲۸ نوامبر ۲۰۱۱
«شمع و جمجمه» اثر گرهارد ریشتر در حال نصب روی دیوار موزه. ارزش این تابلو دوازده میلیون یورو برآورد می‌شود
منبع تصویر،AFP
توضیح تصویر،
«شمع و جمجمه» اثر گرهارد ریشتر در حال نصب روی دیوار موزه. ارزش این تابلو دوازده میلیون یورو برآورد می‌شود
موزه هنری «تیت مدرن» در لندن نمایشگاهی بزرگ را به آثار گرهارد ریشتر، نقاش آلمانی، اختصاص داده‌است. این نمایشگاه به مناسبت هشتادمین سالگرد تولد هنرمندی برپا شده‌است که بسیاری او را «بهترین نقاش زنده جهان» می‌دانند.
در نمایشگاه ۱۸۰ اثر از پنج دهه فعالیت هنری ریشتر به تماشا گذاشته شده‌است، از نخستین آثارش در دهه ۱۹۶۰ که تابلوهای او با الهام از عکاسی، به رئالیسمی عینی تکیه داشتند، تا آثار تازه‌تر او که بیشتر به نقاشی انتزاعی (غیرفیگوراتیو) گرایش دارند.
کارهای ریشتر در گستره‌ای پهناور از بازنمایی رئالیستی تا رهایی کامل از «سوژه» جریان دارند. او در عرصه‌های گسترده و گوناگون کار کرده‌است، از سوژه‌های عکس‌گون تا انتزاع مطلق، از دستمایه‌های روزمره تا جلوه‌های قدسی، از چیدمان‌ها و بازسازی‌های «واقعی» تا موزاییک‌های «تزیینی» و پیکره‌های شیشه‌ای یا آینه‌ای…
این تنوع در کمتر هنرمندی دیده می‌شود، تا آنجا که گاه به نظر می‌رسد هنر ریشتر از استیل و «دستخط» که برای هر هنرمند اصیلی، ضرورت حیاتی دارد، فارغ است. اما این تنها ظاهر قضیه است: ریشتر از «هویت هنری» دور نیست.
ریشتر، با این که کمتر از کار خود حرف میِزند و به ندرت تن به مصاحبه می‌دهد، اما بارها از «معضل نقاشی» سخن گفته‌است. منتقدان هنوز «بینال ونیز» سال ۱۹۷۳ را به یاد دارند، که ریشتر در آن با دستکاری تابلوهای «کلاسیک» شرکت کرد، تا نشان دهد دوران نقاشی به سبک استادان بزرگی مانند تیسین، سپری شده‌است.
ریشتر در طول پنج دهه گذشته، همواره از نقش و جایگاه هنرمند در جوامع مدرن پرسیده‌است و خود چون پرسشگری بی‌تاب پیوسته در پاسخ‌های خود تردید کرده‌است. درک و دریافت خود از واقعیت را به چالش گرفته و در چندوچون بازنمایی یا پرداخت هنری دنیای خود تردید کرده‌است.
ریشتر حتی گهگاه از «مرگ نقاشی» سخن گفته، هرچند بلافاصله تأکید کرده‌است: «اما نمی‌توان نقاشی نکرد». این چالش همیشگی، در برخورد چندگانه، تردیدآمیز و نامطمئن او با «سوژه» مستتر است، و بهتر از هر جا در تیترگذاری معنادار برخی از کارهای او دیده می‌شود.
راهی که ریشتر برای خود یافته گردش آزاد از میان مکتب‌ها و جریان‌های هنری است. چیزی که او را به هنرمندان «پسامدرن» نزدیک می‌کند. این نزدیکی را می‌توان در گرایش او به «پیوندهای بینامتنی» نیز دید، آنجا که با سنت‌ها و مکتب‌های پیشین «دیالوگ» برقرار می‌کند.
پس ریشتر را نمی‌توان به هیچ مکتب یا جریان هنری خاصی چسباند، هرچند بسیاری از نزدیکی کارهای او با «پاپ آرت» یا مینی‌مالیسم، سخن گفته‌اند. خود او در دوره آغازین کار خود (۱۹۶۶) به روشنی گفته بود که از «مشی هنری» خاصی پیروی نمی‌کند: «من هیچ هدف خاصی ندارم، سیستم و مسیر هنری نمی‌شناسم. هیچ برنامه، سبک و مقصدی ندارم… دوست دارم در پهنه‌ای نامحدود و بی‌کران کار کنم، زیرا از قطعیت، تداوم و تکرار گریزان هستم.»
این «پرسه‌زنی» ریشتر در میان و فراسوی مکتب‌ها و جریان‌های هنری نه تنها در مراحل گوناگون کارنامه او، بلکه گاه به صورت همزمان یا موازی نیز دیده می‌شود؛ مثلاً در خلق آثاری با عینیت عکس‌های رئالیستی در کنار کارهایی انتزاعی، رنگ و فرم مطلق.
نکته مهم آن است که در این کارهای بسیار متفاوت، می‌توان همگونی یا اصالتی «حسی» را پی گرفت، که گفته‌اند با «شعر» پهلو می‌زند؛ برای نمونه میان تابلوی معروف «پایین آمدن زن برهنه» که ریشتر در سال ۱۹۶۶ بر پایه عکسی از همسر باردار خود نقاشی کرده، یا تابلوی شمع که ریشتر در سال ۱۹۸۲ آفریده می‌توان حسی یگانه دید و هر دو را در تناسب قرار داد با آثار انتزاعی او که در دهه‌های بعد خلق شده‌اند، مثلاً تابلویی مانند «سن ژان» یا همان «یوحنای قدیس».

### نقاشی پوینده
ریشتر نقاشی را با دستکاری یا ورز دادن عکاسی شروع کرد، و بازنمایی تصویری دنیای بیرون همواره وسوسه اصلی او باقی ماند. اما او در طول پنج دهه تلاش هنری، گرانیگاه آفرینش هنری را به عرصه فرم منتقل کرد، به گونه‌ای که در کارهای او حس بصری و تأثیر بیان (اکسپرسیون) همواره از ایده، پیام یا محتوای اثر پیشی گرفت.
پویش و حرکت درونی هر اثر نه در تقابل یا تلاقی عکاسی و نقاشی، بلکه در تضاد و فاصله میان نقش واقعی (فیگوراتیو) و نقش انتزاعی روی می‌دهد. شاید سخن او روشنگر باشد، آنجا که می‌گوید: «برای من بین یک منظره و یک نقش غیرتصویری هیچ تفاوتی وجود ندارد.»
تصویر عکاسی همواره از طریق دستکاری (روتوش) با شگردهای گوناگون، خطوط و لبه‌های آشنای خود را از دست می‌دهد، به ابهام و ناشناختگی می‌رسد و گاه به نقاشی‌های امپرسیونیستی شبیه می‌شود. از طرف دیگر در کارهای انتزاعی با تراکم چندباره ضربه‌ها یا تکه‌رنگ‌ها، انگار چیزی هست «واقعی» که زیر بار رنگ، از نظر پنهان مانده‌است.
ریشتر تنها با دید «فوتوگرافیک» نیست که هنر خود را به دنیای مدرن و «ماشینی» پیوند می‌زند؛ ذهنیت او و دید هنری او نیز با دنیای امروز «میزان» است.
ریشتر یکی از نخستین هنرمندان پس از جنگ آلمان است که آگاهانه نسبت به بسیاری از حوادث تاریخی و مضامین سیاسی دوران، از اردوگاه‌های رژیم نازی گرفته تا جنگ ویتنام واکنش نشان داده‌است.
درونمایه برخی از کارهای معروف او جلوه‌های دیروز و امروز تروریسم است. از دوره کارهای «خاکستری» که به دوران تیره و تار «پاییز در آلمان» پرداختند، و بعدها در تک‌نگاری‌های دیگر. یکی از تابلوهای معروف و مؤثر او تابلوی «گودرون» است، به نام یا در بزرگداشت زنی «مبارز و چپ‌گرا» که از اعضای برجسته گروه تروریستی «فراکسیون ارتش سرخ» بود و در سال ۱۹۷۷ درگذشت. این تابلو که در سال ۱۹۸۷ خلق شده، به تازگی در یک حراجی نیویورک به بهای حدود ۲۰ میلیون دلار به فروش رفت.
تابلوی «سپتامبر» (از سال ۲۰۰۵) واکنش هنرمند است به حمله تروریستی به برج‌های «مرکز تجارت جهانی» در نیویورک، یازدهم سپتامبر ۲۰۱۱.
ریشتر به این معنا نیز هنرمندی معاصر است که آثارش از چند دهه پیش به گالری‌ها، موزه‌ها، مجموعه‌ها و از همه مهمتر به خانه هنردوستان راه یافته‌اند.
نمایشگاه مرور بر آثار گرهارد ریشتر که از ششم اکتبر امسال در «تیت مدرن» آغاز شده، تا هشتم ژانویه سال ۲۰۱۲ ادامه دارد. این نمایشگاه بزرگ‌سال آینده به برلین و پاریس می‌رود.